# Tramontana (singolo)
Tramontana è un singolo del cantante italiano Matteo Romano, pubblicato il 24 giugno 2022.

## Descrizione
Il brano è stato pubblicato come singolo digitale il 24 giugno 2022 ed è entrato in rotazione radiofonica in Italia a partire dal successivo 1º luglio.

## Video musicale
Il video, diretto da Paolo Mannarino e girato a Sabaudia, è stato pubblicato il 27 giugno 2022 sul canale YouTube del cantante.

## Tracce
Testi di Matteo Romano e Alessandro La Cava, musiche di Matteo Romano, Alessandro La Cava e Stefano Tognini.
1. Tramontana – 2:56